# Sale-Lease-Back
Dieser Artikel wurde aufgrund inhaltlicher und/oder formaler Mängel auf der Qualitätssicherungsseite des Portals Wirtschaft eingetragen. 
Du kannst helfen, indem du die dort genannten Mängel beseitigst oder dich an der Diskussion beteiligst.
Sale & Lease Back (auch SLB, Sale & Leaseback) bzw. Sale-Rent-Back ist ein rein objektbasiertes Finanzierungsmodell zur Liquiditätsbeschaffung, bei dem mobile Vermögensgegenstände des Anlagevermögens oder Immobilien an einen Leasinggeber verkauft und zur sofortigen Nutzung zurückgeleast werden. Es bietet eine mögliche Finanzierungsalternative zu klassischen Hausbankkrediten.

## Allgemeines
Beim Sale & Lease Back veräußert der spätere Leasingnehmer Wirtschaftsgüter aus seinem Anlagevermögen an eine Leasinggesellschaft. Diese wird rechtlicher und wirtschaftlicher Eigentümer des späteren Leasingobjekts, das Objekt selbst verbleibt im Besitz des Leasingnehmers. Gleichzeitig schließen die Leasinggesellschaft als Leasinggeber und der Leasingnehmer einen Leasingvertrag, sodass das Objekt dem Leasingnehmer ohne Unterbrechung zur weiteren Nutzung zur Verfügung steht. Die zu entrichtenden Leasingraten können durch das operative Tagesgeschäft fortlaufend erwirtschaftet werden. Da es sich bei den Objekten in Sale & Lease Back Verträgen um bereits in der Vergangenheit finanzierte Anschaffungen handelt, ist SLB gewissermaßen eine rückwirkende Finanzierungsoption, mit der gebundenes Kapital freigesetzt und frische Liquidität generiert wird, welche dann ohne Vorgaben und Beschränkungen frei für andere unternehmerische Aufgaben zur Verfügung steht.
Da es sich beim Sale & Lease Back um eine rein objektbasierte Finanzierungslösung handelt, müssen beim Leasingnehmer werthaltige Maschinen-, Anlagen- oder Fuhrparks vorhanden sein, die sich für eine SLB-Finanzierung eignen. Dabei sollte es sich um gängige und zweitmarktfähige Maschinen handeln, Sonder- und Eigenanfertigungen kommen hierfür nicht in Betracht. Die Bonität eines Unternehmens steht nicht im Vordergrund.
Abgrenzung zu technischem Sale & Lease Back: Beim sogenannten technischen Sale & Lease Back steht nicht die Liquiditätsbeschaffung im Vordergrund, sondern die zeitlich versetzte Finanzierung einer Neuanschaffung bei der im leasingtypischen Dreiecksverhältnis (Lieferant-Leasinggesellschaft-Leasingnehmer) der Leasingnehmer jetzt auch Verkäufer des Leasingobjektes ist.

## Ablauf
Eine erste vorläufige Bewertung und die Abgabe eines indikativen Angebots für eine Sale & Lease Back Finanzierung können auf Basis des Anlagenregisters aus der letzten Bilanz des Unternehmens erfolgen. Nach Annahme des Angebots durch das Unternehmen kommt es zu einer gutachterlichen Bewertung des Maschinen- und Fuhrparks zur Ermittlung der Zeitwerte vor Ort. Diese Bewertung bildet die Basis des Sale & Lease Back Vertrages. Anschließend erfolgt die Abgabe verschiedener Unterlagen seitens des Betriebes, die je nach Situation variieren können und der Prüfung der Eigentumsrechte sowie dem Ausschluss etwaiger Rechte Dritter dienen. Da eine Sale & Lease Back Finanzierung rein objektbasiert ist, muss die wirtschaftliche Situation des Unternehmens, anders als bei anderen Finanzierungspartnern wie Banken, nicht weiter analysiert werden. Daher ist der gesamte Vorgang vergleichsweise schnell und dauert von Erstansprache bis zur Auszahlung des Kaufpreises in der Regel 6–8 Wochen.

## Vertragsstruktur
Ein typischer Sale & Lease Back Vertrag setzt sich in der Regel aus den folgenden Vertragselementen zusammen:
- Kaufvertrag: Ein eigenständiger Kauf- und Übereignungsvertrag regelt den Eigentumsübergang ("Sale"-Komponente) der Leasingobjekte zwischen Leasingnehmer und Leasinggeber. Üblicherweise ist der Leasingnehmer bereits Besitzer des Leasingobjektes, so dass an der Stelle der Übergabe ein Besitzkonstitut tritt.
- Leasingvertrag: Der in einer Sale & Lease Back Transaktion eingesetzte Leasingvertrag entspricht dem Wesen nach einem regulären Leasingvertrag mit den entsprechenden Gestaltungsmöglichkeiten. Üblicherweise finden sich bei der Anwendung als Lease-Back-Vertrag folgende Elemente:

1. Leasingsonderzahlung: Eine Leasingsonderzahlung von 15–20 % wird als Sicherheitsabschlag auf den Kaufpreis vereinbart.
2. Bearbeitungsgebühr: Eine Bearbeitungsgebühr von 1-%-5 % deckt Strukturierungs- und Bearbeitungskosten sowie Vertriebsprovisionen.
3. Kaution: Eine Kaution in Höhe von 2–3 Leasingraten dient zur Minimierung des Risikos zukünftiger Zahlungsausfälle.

Leasingsonderzahlung, Bearbeitungsgebühr und Kaution werden mit der Kaufpreisforderung verrechnet und reduzieren somit den Netto-Auszahlungsbetrag. Diese Strukturelemente minimieren das Risiko des Leasinggebers, womit auch in einem wirtschaftlich angespannten Umfeld Finanzierungen möglich sind. Die Leasingrate wird auf Basis der sogenannten Mietberechnungsgrundlage (Netto-Kaufpreis abzgl. Sonderzahlung) berechnet. Die Laufzeitenmodelle basieren auf der 40-90-Regel.

## Anwendungsbereiche und Finanzierungsanlässe
Da die wichtigste Voraussetzung für eine Sale & Lease Back Transaktion das Vorhandensein eines mobilen werthaltigen und zweitmarktfähigen Maschinen-, Anlagen- oder Fuhrparks darstellt, ist diese Finanzierungsalternative besonders für Unternehmen des produzierenden Gewerbes und der Land- und Forstwirtschaft geeignet. Ausgewählte Branchen sind z. B.:
- Maschinen-, Anlagen- und Werkzeugbau
- Lebensmittelproduktion
- Metall-, Kunststoff- und Holzverarbeitung
- Textilindustrie
- Druckindustrie
- Transportlogistik
- Verrentung von Privatimmobilien

Da es sich um eine assetbasierte Finanzierung handelt, für die die Bonität eines Unternehmens keine Rolle spielt, eignet sich Sale & Lease Back für viele verschiedene Sondersituationen. Hierzu zählen z. B.:
- Restrukturierungs- und Sanierungsprozesse
- Finanzierung von Insolvenzplänen und übertragender Sanierungen
- Unternehmenstransaktionen und Nachfolgeregelungen
- Überbrückung von Liquiditätsengpässen

## Vorteile & Nachteile
Als bankenunabhängige Finanzierungsalternative bietet Sale & Lease Back eine Reihe von Vorteilen:
- Liquidität in der Sondersituation: Aufgrund des rein objektbasierten und bonitätsunabhängigen Finanzierungsansatzes eignet sich Sale & Lease Back besonders für Unternehmen in Sondersituationen. Es werden keine Sicherheiten benötigt, die hinzugewonnene Liquidität steht ohne Vorgaben oder Einschränkungen zur freien Verfügung. Bestehende Kreditlinien bei der Hausbank werden nicht berührt, was einen positiven Effekt auf mögliche Folgefinanzierungen haben kann.
- Heben stiller Reserven: Auch ältere, bereits abgeschriebene Maschinen können über den Zeitwert veräußert werden. So werden stille Reserven gehoben und das Unternehmen kann die Maschinen trotzdem ohne Einschränkungen weiter nutzen.
- Verbesserung der Bilanz und steuerliche Vorteile: Mit dem Verkauf des Anlagevermögens fällt eine Vermögensposition auf der Aktivseite der Bilanz weg, auf der Passivseite verringert sich eine Verbindlichkeit. Die Bilanzrelation verbessert sich. Die Leasingraten können als Betriebsausgaben steuerlich geltend gemacht werden.
- Schnelle Umsetzung: Sobald ein Zeitwertgutachten erstellt wurde und die nötigen Unterlagen zur Prüfung der Eigentums- und Versicherungssituation eingegangen sind, kann die Auszahlung der Finanzierung erfolgen. Dieser Prozess dauert in der Regel nicht länger als 6–8 Wochen.

Auf der anderen Seite ist eine Sale & Lease Back Finanzierung aber auch mit Nachteilen verbunden
- Mindestvolumen: Aufgrund der anfallenden Gebühren für z. B. Gutachter sind Sale & Lease Back Verträge erst ab einem bestimmten Wert sinnvoll, da der Liquiditätseffekt sonst zu gering ausfallen würde.
- Gutachten: Ohne die Erstellung eines unabhängigen Zeitwertgutachtens ist eine Auszahlung nicht möglich, da die Finanzierung unabhängig von der Bonität und der geplanten Mittelverwendung erfolgt.
- Kündigung bei Zahlungsverzug: Im Falle eines Zahlungsausfalles kann die Leasinggesellschaft den Leasingvertrag vorzeitig kündigen und das Leasinggut verwerten. Dies kann im schlimmsten Fall zum totalen Produktionsausfall führen.